# Iris van Herpen

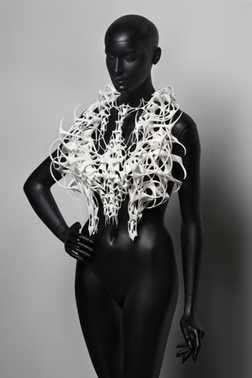
Collar impreso en 3D de van Herpen, 2011

Iris van Herpen (nacida el 5 de junio de 1984) es una diseñadora de moda holandesa conocida por fusionar la tecnología con la artesanía tradicional de la alta costura. Van Herpen abrió su propio sello Iris van Herpen en 2007 y en 2011, se convirtió en miembro invitado de la Chambre Syndicale de la Haute Couture de París, parte de la Fédération française de la couture. Desde entonces Van Herpen ha exhibido continuamente sus nuevas colecciones en la Semana de la Moda de París y ha sido incluida en el Museo Metropolitano de Arte, el Museo Victoria & Albert, el Museo Cooper-Hewitt de Nueva York y el Palacio de Tokio en París.

## Carrera
Iris van Herpen se graduó en la Universidad de las Artes ArtEZ de Arnhem en 2006  y posteriormente realizó prácticas en el estudio de Alexander McQueen en Londres, y con la diseñadora textil Claudy Jongstra en Ámsterdam. Estas experiencias tempranas fueron fundamentales en su desarrollo creativo y profesional, y subrayan la importancia que tienen las prácticas en estudios de diseño consolidados como parte esencial en la formación de futuros diseñadores. En 2007, lanzó su propia marca y presentó su primera colección de Alta Costura, Chemical Crows, durante la Semana de la Moda de Ámsterdam. En noviembre de 2023, Iris van Herpen expuso su obra en el Museo de Artes Decorativas.
Van Herpen fue uno de los primeros diseñadores en adoptar la impresión 3D como técnica de construcción de prendas.
Desde 2009, la estrella del pop Lady Gaga ha lucido los diseños de Iris van Herpen en varias ocasiones. En 2012, Lady Gaga lució un vestido de alta costura negro con tiras de acrílico negro cortadas con láser para el lanzamiento de su perfume Fame el cual tomo inspiración en el propio  frasco de perfume. Entre otros materiales Van Herpen también ha hecho uso de siliconas, limaduras de hierro y resina.

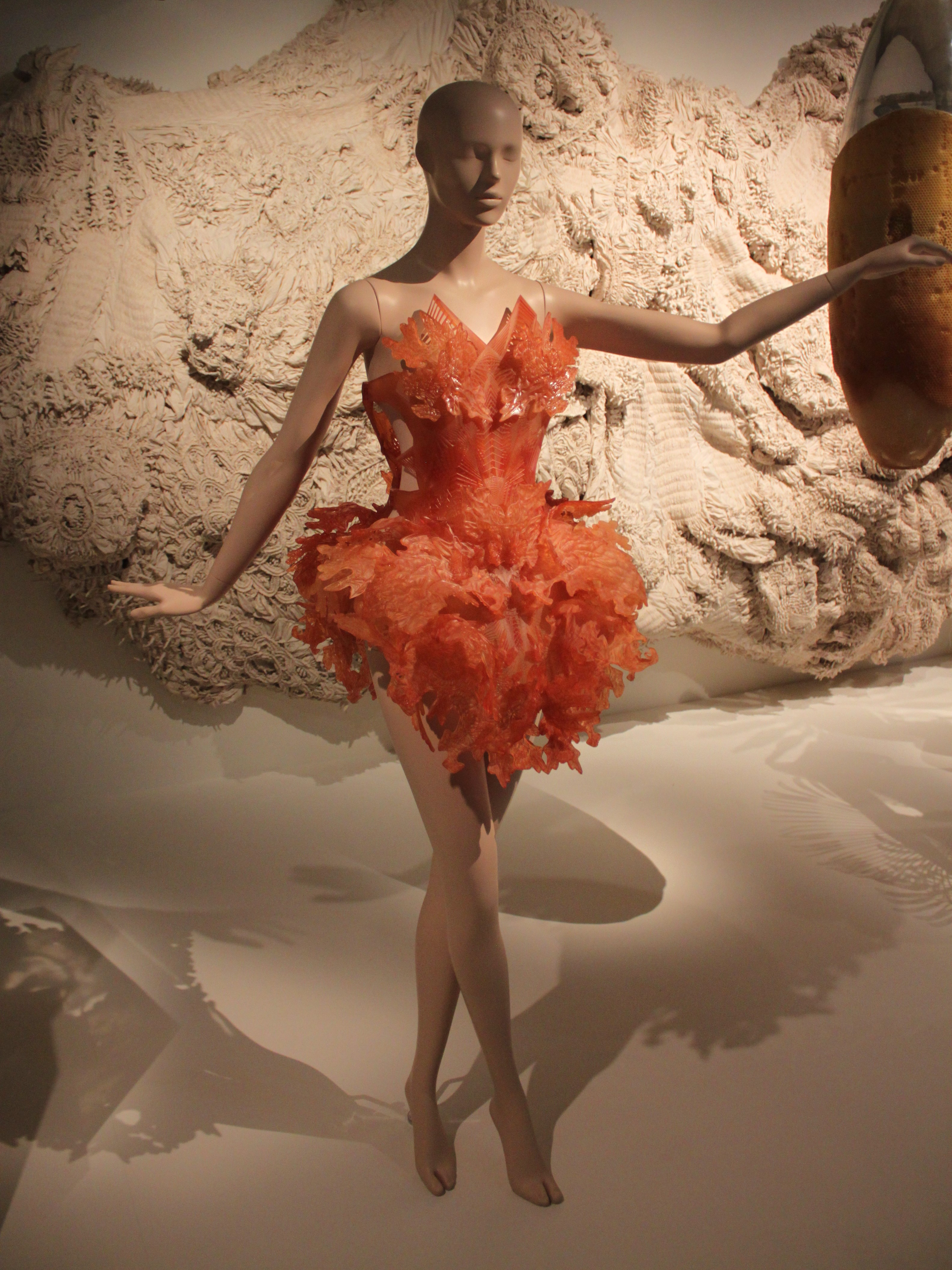
Vestido en la exposición Esculpir los sentidos 2023-24 en el Museo de Artes Decorativas de París

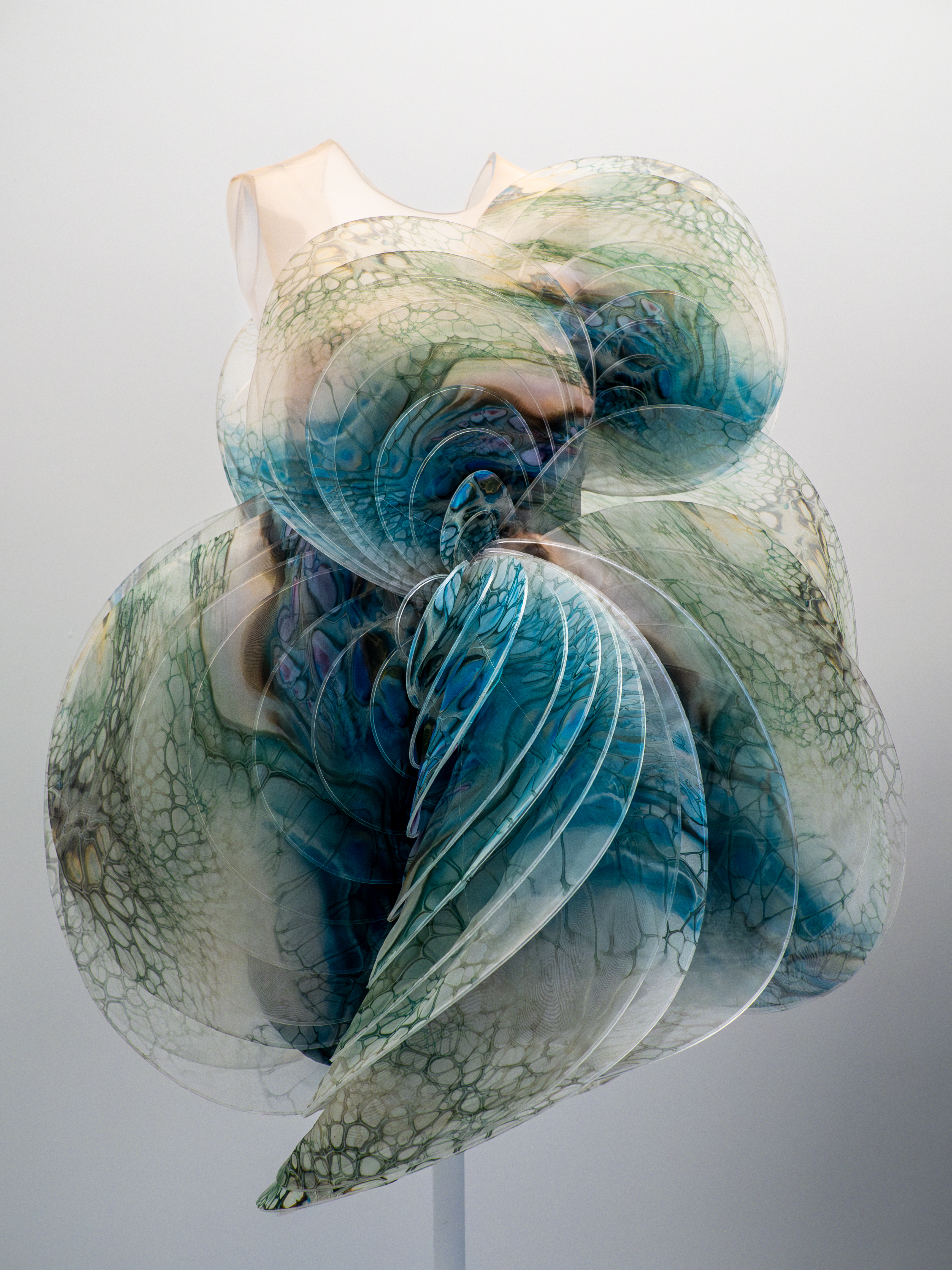
Vestido "Nautiloid" en la exposición Sleeping Beauties: Reawakening Fashion en el Museo Metropolitano de Arte en 2024

## El futuro del diseño de moda
Iris van Herpen lleva la moda al futuro. Combinando la artesanía con la tecnología digital, crea una forma completamente nueva de experimentar la ropa. Lo más destacable es que fue uno de los primeros diseñadores en presentar en la pasarela vestidos impresos en 3D, tanto en formas estáticas como flexibles, en colaboración con la empresa belga Materialise. Desde entonces, su evolución ha continuado. Su colección Voltage exploró la interacción entre la ropa y la electricidadn al utilizar tecnología de microscopio electrónico de barrido para su colección Micro. La diseñadora también es conocida no sólo por utilizar materiales únicos, sino también por crear los suyos propios.

## Colaboraciones
Debido a su enfoque multidisciplinario hacia la creación, van Herpen ha colaborado con diversos artistas como Jolan van der Wiel  y Neri Oxman  y arquitectos como Philip Beesley  y Benthem and Crouwel Architects. El interés de la diseñadora por la ciencia y la tecnología ha dado lugar a conversaciones continuas con el CERN (Organización Europea para la Investigación Nuclear)  y el Instituto Tecnológico de Massachusetts. 
Colaboraciones futuras;
- Björk [13][14]
- Benjamín Millepied [15]
- Sasha Waltz [16]
- Nick Knight [17]
- Tsunaina [18]

## Premios y reconocimientos
- Premio Gran Premio ANDAM (2014) [19]
- Premio STARTS, otorgado por la Comisión Europea (2016) [20]
- Premio Johannes Vermeer, premio estatal holandés de las artes (2017) [21]